# T. J. 리베라

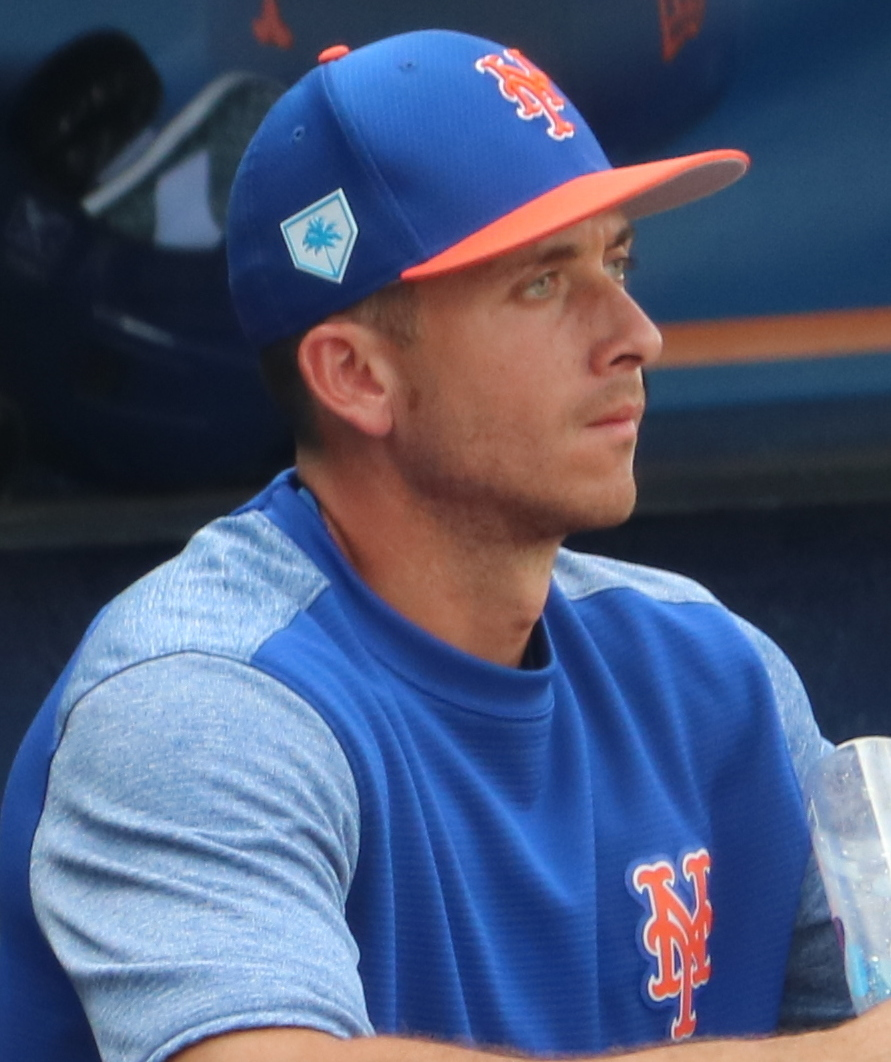
2019년 모습

T. J. 리베라(T. J. Rivera, 본명: 토마스 하비에르 리베라, Thomas Javier Rivera, 1988년 10월 27일 ~ )는 미국의 전직 프로 야구 내야수이자 현 코치이다. 뉴욕 메츠의 메이저 리그 베이스볼(MLB)에서 뛰었다. 리베라는 뉴욕시 출신이며 트로이 대학교에서 대학 야구를 한 후 지명을 받지 못했다. 2016년 MLB에 데뷔했고, 2017년 월드 베이스볼 클래식에서는 푸에르토리코 야구 국가대표팀에서 뛰었다.

## 개인 생활
리베라는 재주꾼인 토미와 보험 조정사인 닐사 리베라(Nilsa Rivera) 사이에서 태어났다. 리베라는 푸에르토리코 출신이다. 그의 어머니와 아버지는 푸에르토리코의 아이보니토(Aibonito)와 폰세 (푸에르토리코) 출신이다. 2017년 월드 베이스볼 클래식에 푸에르토리코 대표로 참가했다. 리베라는 뉴욕 양키스의 팬으로 자랐지만 메츠도 좋아했다. 리베라는 트로이 대학교에서 아내 애시턴을 만났다.